# Grupa Azoty
Група Азоти (пол. Grupa Azoty S.A.), раніше Азотний завод у Тарнові-Мосцицях (пол. Zakłady Azotowe w Tarnowie-Mościcach) — польське підприємство хімічної промисловості, розміщене в міському районі Тарнова Мосциці. Найбільший хімічний концерн Польщі.
Фірма заснована 1927 року, у добу Другої Польської Республіки, як один із найсучасніших заводів у Європі того часу.
Нині це найбільший хімічний холдинг Польщі, а також провідна компанія з виробництва хімічних речовин у Європі, де концерн є другим за величиною виробником мінеральних добрив і меламіну, третім за величиною виробником комплексних мінеральних добрив та п'ятим за величиною виробником пластифікаторів і поліаміду 6.  
«Група Азоти» також присутня в секторі будівельних пластиків і оксо-спиртів. Вона пропонує багатий асортимент виробів, виготовлених на заводах концерну в Тарнові, Пулавах, Кендзежині-Козьле і Полицях, Гданську, Хожуві і Губіні (його німецькій частині) та селі Гжибув (ґміна Сташув).